# Resum de l'exploració espacial

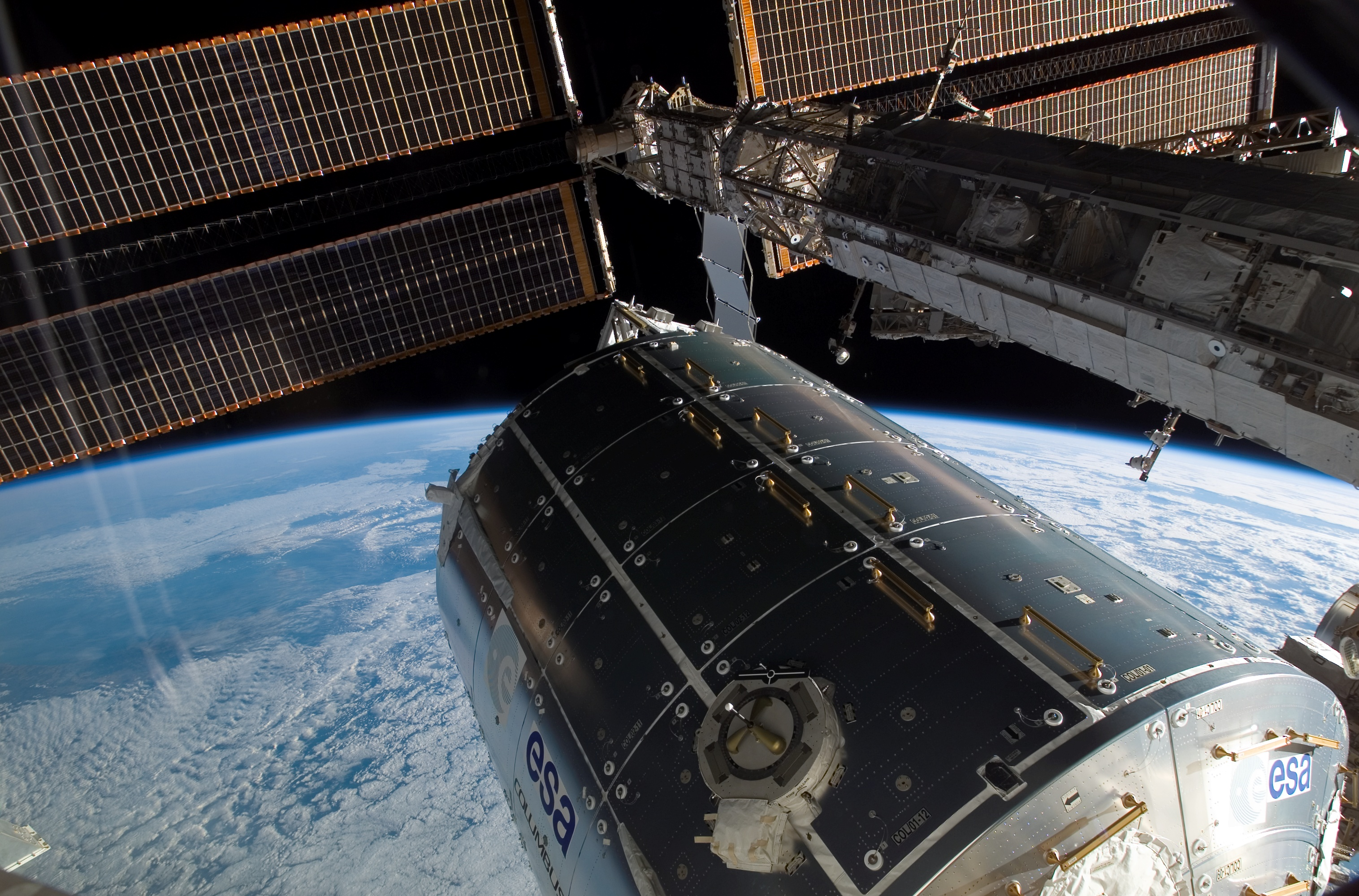
El Mòdul Columbus de l'Agència Espacial Europea a l'Estació Espacial Internacional, llançat a l'espai en la missió del transbordador espacial estatunidenc STS-122 el 2008.

Aquest article és un resum que proporciona un esquema jeràrquic i guia temàtica de l'exploració espacial:
L'exploració espacial – utilitza l'astronomia i la tecnologia espacial per explorar l'espai exterior. L'exploració física de l'espai és conduïda pels vols espacials tripulats i naus espacials robòtiques.

## Essència de l'exploració espacial
Exploració espacial
- Big Science
- Exploració
- Alta tecnologia
- Espai
- Vol espacial

## Branques d'exploració espacial
- Vol espacial tripulat
- Vol espacial no tripulat

## Història de l'exploració espacial
Articles principals: Història de l'exploració espacial i Cronologia de l'exploració espacial
- Exploració de la Lluna
  - Programa Apollo
  - Allunatges
  - Missions lunars
- Exploració de Mercuri
- Exploració de Venus
- Teledetecció de la Terra
- Exploració de Mart
  - Aterratges marcians
  - Mars rovers
- Exploració de Júpiter
- Exploració de Saturn
- Exploració d'Urà
- Exploració de Neptú
- Història del vol espacial tripulat
  - Programa Mercury
  - Programa Gemini
  - Programa Apollo
  - Programa del transbordador espacial
  - Programa Vostok
  - Programa Voskhod
  - Programa Soiuz
  - Programa Shenzhou
- Llista de vols espacials tripulats
- Llista de rècords de vol espacial
- Cronologia de satèl·lits artificials i sondes espacials
- Cronologia dels viatges espacials per nacionalitat
- Cronologia dels satèl·lits científics de la Terra
- Cronologia de primers llançaments orbitals per país
- Cronologia de la tecnologia de coets i míssils
- Cronologia de l'exploració espacial
- Cronologia de les missions del Transbordador Espacial
- Cronologia dels viatges espacials per nacionalitat
- Cronologia dels vols espacials
- Cronologia de la Cursa Espacial
- Cronologia de l'exploració del sistema solar

## Agències espacials
- Llista d'agències espacials governamentals
  - Agències espacials aptes per al vol espacial tripulat (en 2018)
    - RFSA (Rússia)
    - CNSA (Xina)

  - Agències espacials amb capacitat de llançament complet
    - NASA (EUA)
    - RFSA (Rússia)
    - CNSA (Xina)
    - ESA (Europa)
    - JAXA (Japó)
    - ISRO (Índia)
    - ISA (Israel)

## Missions espacials actives
- Estació Espacial Internacional
- Mars Odyssey (NASA)
- Mars Express – satèl·lit de l'ESA en òrbita a Mart
- Mars Exploration Rover (NASA)
- Mars Reconnaissance Orbiter (NASA)
- Mars Science Laboratory – rover de la NASA a Mart
- MAVEN – satèl·lit de la NASA en òrbita a Mart
- Mars Orbiter Mission (ISRO) – satèl·lit en òrbita a Mart
- ExoMars (ESA / Roscosmos) – missió a Mart
- Akatsuki – JAXA satèl·lit orbitant Venus
- Dawn – sonda de la NASA que orbita a Ceres
- Hayabusa 2 (JAXA) – missió de retorn de mostres a l'asteroide Ryugu
- OSIRIS-REx (NASA) – missió de retorn de mostres a l'asteroide Bennu
- Juno – satèl·lit de la NASA en òrbita a Júpiter
- New Horizons – sonda a Plutó
- Voyager (NASA) – sonda al sistema solar exterior i l'espai interestel·lar

## Futur de l'exploració espacial
Lluna
- Futures missions lunars
- Colonització de la Lluna
- Lloc d'avançada lunar (NASA)

Sol
- Sundiver (missió espacial)

Mercuri
- Colonització de Mercuri

Venus
- Missions actuals i futures a Venus

Mart
- Colonització de Mart
- Missions tripulades a Mart
- Mars to Stay

Sistema Solar Exterior
- Colonització del sistema solar extern
  - Colonització de Tità

Més enllà del sistema solar
- Vol espacial interestel·lar
  - Coet nuclear
  - Coet de fusió
  - Vela solar
  - Pont Einstein-Rosen
  - Mètrica d'Alcubierre
- Vol espacial intergalàctic

## Conceptes generals d'exploració espacial
- Astronauta
- Llançament espacial sense coet
- Supervivència espacial
- Nau espacial
- Vol espacial
- Exploració espacial
- Investigació espacial
- Ciència espacial

## Líders en exploració espacial
- Iuri Gagarin – primer home a orbitar la Terra
- Neil Armstrong i Buzz Aldrin – els primers homes a caminar sobre la Lluna
- John Glenn – l'home més gran en òrbita